# Navoiy
Navoiy (také Навоий nebo Навои) je uzbecké město se zhruba 130 000 obyvateli, které leží na řece Zeravšan 360 km jihozápadně od Taškentu. Je správní centrem Navojského vilajátu a patří k volným ekonomickým zónám.
Původně zde ležela starobylá osada jménem Kermana, která byla významnou zastávkou karavan na Hedvábné stezce. V roce 1958 bylo vzhledem k nerostnému bohatství tohoto kraje rozhodnuto vybudovat metalurgický kombinát a pro jeho zaměstnance postavit nové město, které dostalo název podle středověkého uzbeckého básníka Alíšera Navoího. Ředitel továrny Zarap Zarapetjan zadal výstavbu skupině leningradských architektů, kteří za projekt moderního města s výškovými domy, širokými bulváry a dvěma velkými parky obdrželi Státní cenu SSSR. V Navoiy se zpracovává zlato, uran a zemní plyn, které se těží v okolí, chemická továrna Navoiyazot je největším uzbeckým producentem umělých hnojiv, funguje zde také textilní a potravinářský průmysl, výroba cementu a tepelná elektrárna. Město je uzlem železniční a silniční dopravy, má rovněž mezinárodní letiště Navoiy. Terciární vzdělání poskytuje pedagogický institut a hornická vysoká škola. Turistickými atrakcemi v okolí jsou karavanseraj Rabati Malik se starobylou vodárnou, muslimské poutní místo Nurota a roklina Sarmishsoy s pravěkými skalními malbami.

## Osobnosti
- Nariman Dželal (* 1980) – první místopředseda Medžlisu Krymských Tatarů, novinář a aktivista, odsouzen Ruskem kontrolovaným soudem za údajnou sabotáž k 17 letům vězení